# 生死抉择
《生死抉择》是2000年上映的中国大陆反腐题材电影，由于本正执导，王庆祥、廖京生和左翎主演。影片获2000年第20届中国电影金鸡奖最佳故事片奖、华表奖。